# Bernardo Cybo Clavarezza
Bernardo Cybo Clavarezza (* um 1560 in Genua; † 27. April 1627 ebendort) war der 91. Doge der Republik Genua.

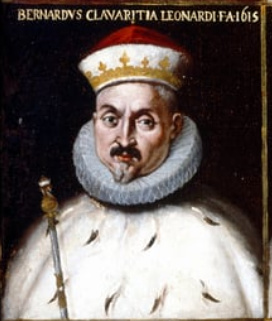
Bernardo Cybo Clavarezza

## Leben

### Anfangsjahre
Er wurde als Sohn von Leonardo Clavarezza und Pomellina Campanaro um 1560 in Genua geboren. Mit der von Andrea Doria im Jahr 1528 angeordneten institutionellen Reform wurde die Familie Clavarezza, die ursprünglich aus dem genuesischen Hinterland von Savignone stammte und der Republik mehrere Vertreter in vielen öffentlichen Ämtern stellte, in den Adelsstand erhoben und in das Albergo dei Nobili der Cybo aufgenommen.
Bernardo Cybo Clavarezza, der neben einer literarischen auch eine militärische Ausbildung genoss, heiratete im Jahr 1584 Geronima De Franchi, die aus einer reichen Adelsfamilie abstammte. 1590 wurde er als Kommissar der Festung Priamar nach Savona entsandt. Noch im selben Jahrzehnt kehrte er nach Genua zurück und arbeitete im Büro der Geldwechsler, der Lebensmittelvorräte und in der Dombauhütte San Lorenzo. Zwischen 1600 und 1601 wurde er als Capitano in nach Chiavari entsandt, wo er im Namen der Republik Genua Recht sprach. Im Jahr 1601 wurde er aus dem Amt entlassen und zum Senator der Republik ernannt. Gerade wegen seiner Standhaftigkeit bei der Gefahrenabwehr und der Jagd auf Banditen wurde er 1602 zusammen mit Giorgio Centurione vom Dogen Agostino Doria beauftragt, wirksamere Mittel und Gesetze gegen die Unterwelt zu erarbeiten. Derselbe Doge ernannte Bernardo Clavarezza zum Delegierten in der Ruota Criminale.
Danach widmete er sich der Sicherheitsorganisation und bekleidete weiterhin das Amt des Senators (1604) und des Prokurators der Republik, des Bauleiters für den Palazzo Ducale (ab 1603), des Capitano der Stadt (zusammen mit vierzig anderen Männern) und des Leiters der Wechselstube. Im Jahr 1606 kaufte er mehrere Waffen für die republikanische Verteidigung, darunter eine große Anzahl von Kanonen, und für die Dombauhütte schloss er Verhandlungen über den Kauf einer neuen Turmuhr und einer Orgel ab. Mit der wachsenden Bedeutung, die er in den höheren Rängen des genuesischen Adels erlangte, wuchsen auch die ihm anvertrauten Staatsämter, wie die Ernennung zum Magistrat der Misericordia und zum Beauftragten für die Ölpreise (1607) oder zum Capitano des Polcevera-Tals. In seiner Funktion als Botschafter der Republik nahm er am 20. Oktober 1608 im Großherzogtum Toskana an der Hochzeit von Cosimo II. de’ Medici mit Maria Magdalena von Österreich teil.
Aufgrund seiner Qualitäten bei den polizeilichen Aufgaben und bei politischen Vermittlungen bekleidete er zwischen den Jahren 1609 und 1610 verschiedene Posten in den verschiedenen republikanischen Magistraten und Ämtern, wurde zum dritten Mal Senator und dann Gouverneur der Republik, arbeitete als Diplomat mit Giorgio Centurione, Ambrogio Doria, Gerolamo Assereto oder mit dem Dogen Agostino Pinelli Luciani zusammen. 1612 wurde Bernardo Cybo Clavarezza als Militärkommissar in die Gebiete zwischen Rossiglione und Ovada geschickt, um die Festungen und Schlösser zu besichtigen und die Soldaten auszubilden. Aus gesundheitlichen Gründen lehnte er jedoch eine Stationierung in Novi ab.

### Dogeat und letzten Jahre
Seine Wahl zum Dogen, des 46. in zweijähriger Folge und des 91. in der republikanischen Geschichte, fand am 25. April 1615 mit 228 von 400 Stimmen statt. Die Krönung erfolgte am 8. Juni in der Kathedrale durch den Bischof von Ventimiglia, Gerolamo Curlo.
Das Dogenamt von Bernardo Cybo Clavarezza ist in die Geschichtsbücher der Republik wegen der Entschlossenheit, mit welcher der Doge seine Entscheidungen traf, eingegangen. Zu seinen Amtshandlungen gehört ein Dekret vom 2. September 1616, mit dem er einen aufkommenden genuesischen „Journalismus“ zerschlägt, der von verschiedenen Seiten lediglich mit möglicher Spionage in Verbindung gebracht wurde.
Nach Ablauf seiner Amtszeit, am 25. April 1617, wurde er zum ewigen Prokurator sowie zum Leiter des Magistrats von Korsika gewählt und hatte das Amt bis 1620 inne. Im Jahr 1623 wurde er zusammen mit Camillo Moneglia nach Savona geschickt, um für eine neue Befestigung des dortigen Hafens zu sorgen. Im Krieg von 1625, in dem die Republik Genua gegen das Bündnis des Herzogtums Savoyen mit dem Königreich Frankreich kämpfte, wurde der ehemalige Doge Cybo Clavarezza mit den stärksten Militärkontingenten in die pontinischen Gebiete geschickt, wo er zusammen mit Giorgio Centurione das Kommando über den Küstenstreifen zwischen Ventimiglia und Albenga übernahm. Es gelang ihnen nicht, einen gefährlichen Einfall der Feinde zu verhindern, aber Genua konnte mit mailändischer Hilfe einen endgültigen Sieg erringen.
Er wurde zum Leiter des neuen Kriegsmagistrats ernannt und starb am 27. April 1627 in Genua. Da er keine Kinder aus seiner Ehe hatte, hinterließ er seiner Schwester Francesca das gesamte Erbe. Er wurde in der später abgerissenen Kirche San Domenico beigesetzt.